# El Roblar, Tabasco
El Roblar är en ort i Mexiko.   Den ligger i kommunen Tenosique och delstaten Tabasco, i den sydöstra delen av landet, 800 km öster om huvudstaden Mexico City. El Roblar ligger 23 meter över havet och antalet invånare är 134.
Terrängen runt El Roblar är platt. Runt El Roblar är det ganska glesbefolkat, med 26 invånare per kvadratkilometer. Närmaste större samhälle är Tenosique de Pino Suárez, 15,1 km sydost om El Roblar. Omgivningarna runt El Roblar är en mosaik av jordbruksmark och naturlig växtlighet.